# Coppa del Mondo di ginnastica ritmica 2025
La Coppa del Mondo di ginnastica ritmica 2025  comprende quattro eventi World Cup e due eventi World Challenge Cup e si svolgerà tra l'Europa e l'Asia.
I punti delle quattro migliori prestazioni negli eventi di World Cup ottenuti da ogni partecipante vengono raccolti e sommati. In base al totale verranno quindi premiate per ogni categoria le atlete che avranno ottenuto più punti, durante la tappa finale.

## Calendario
| Data         | Evento                  | Location    |
| ------------ | ----------------------- | ----------- |
| 4-6 aprile   | FIG World Cup           | Sofia       |
| 18-20 aprile | FIG World Cup           | Baku        |
| 25-27 aprile | FIG World Cup           | Tashkent    |
| 09-11 maggio | FIG World Challenge Cup | Portimão    |
| 18-20 luglio | FIG World Cup           | Milano      |
| 25-27 luglio | FIG World Challenge Cup | Cluj Napoca |

## Vincitrici

### Concorso generale

#### Individualiste
| Competizioni        | Oro                 | Argento             | Bronzo               |
| ------------------- | ------------------- | ------------------- | -------------------- |
| World Cup           |                     |                     |                      |
| Sofia               | Taisiia Onofriichuk | Stiliana Nikolova   | Takhmina Ikromova    |
| Baku                | Sofia Raffaeli      | Taisiia Onofriichuk | Stiliana Nikolova    |
| Tashkent            | Takhmina Ikromova   | Darja Varfolomeev   | Liliana Lewinska     |
| Milano              | Sofia Raffaeli      | Darja Varfolomeev   | Taisiia Onofriichuk  |
| World Challenge Cup |                     |                     |                      |
| Portimão            | Alina Harnasko      | Rin Keys            | Eva Brezalieva       |
| Cluj Napoca         | Darja Varfolomeev   | Taisiia Onofriichuk | Meital Maayan Sumkin |

#### Gara a squadre
| Competizioni        | Oro      | Argento    | Bronzo  |
| ------------------- | -------- | ---------- | ------- |
| World Cup           |          |            |         |
| Sofia               | Spagna   | Giappone   | Polonia |
| Baku                | Bulgaria | Cina       | Ucraina |
| Tashkent            | Polonia  | Uzbekistan | Cina    |
| Milano              | Brasile  | Giappone   | Cina    |
| World Challenge Cup |          |            |         |
| Portimão            | Brasile  | Spagna     | Francia |
| Cluj Napoca         | Spagna   | Polonia    | Israele |

### Finali di specialità

#### Cerchio
| Competizioni        | Oro                  | Argento               | Bronzo            |
| ------------------- | -------------------- | --------------------- | ----------------- |
| World Cup           |                      |                       |                   |
| Sofia               | Stiliana Nikolova    | Taisiia Onofriichuk   | Sofia Raffaeli    |
| Baku                | Taisiia Onofriichuk  | Vera Tugolukova       | Anastasiia Salos  |
| Tashkent            | Takhmina Ikromova    | Anastasiya Sarantseva | Daria Grokhotova  |
| Milano              | Sofia Raffaeli       | Taisiia Onofriichuk   | Stiliana Nikolova |
| World Challenge Cup |                      |                       |                   |
| Portimão            | Alina Harnasko       | Anastasiia Salos      | Megan Chu         |
| Cluj Napoca         | Sumkin Meital Maayan | Darja Varfolomeev     | Liliana Lewinska  |

#### Palla
| Competizioni        | Oro               | Argento             | Bronzo                |
| ------------------- | ----------------- | ------------------- | --------------------- |
| World Cup           |                   |                     |                       |
| Sofia               | Stiliana Nikolova | Alina Harnasko      | Takhmina Ikromova     |
| Baku                | Vera Tugolukova   | Taisiia Onofriichuk | Alina Harnasko        |
| Tashkent            | Darja Varfolomeev | Takhmina Ikromova   | Anastasiya Sarantseva |
| Milano              | Darja Varfolomeev | Stiliana Nikolova   | Tara Dragas           |
| World Challenge Cup |                   |                     |                       |
| Portimão            | Alina Harnasko    | Rin Keys            | Viktoria Steinfeld    |
| Cluj Napoca         | Darja Varfolomeev | Taisiia Onofriichuk | Tara Dragas           |

#### Clavette
| Competizioni        | Oro                 | Argento               | Bronzo              |
| ------------------- | ------------------- | --------------------- | ------------------- |
| World Cup           |                     |                       |                     |
| Sofia               | Taisiia Onofriichuk | Takhmina Ikromova     | Eva Brezalieva      |
| Baku                | Darja Varfolomeev   | Stiliana Nikolova     | Taisiia Onofriichuk |
| Tashkent            | Darja Varfolomeev   | Anastasiya Sarantseva | Takhmina Ikromova   |
| Milano              | Stiliana Nikolova   | Sofia Raffaeli        | Zilu Wang           |
| World Challenge Cup |                     |                       |                     |
| Portimão            | Alina Harnasko      | Rin Keys              | Lucía González      |
| Cluj Napoca         | Taisiia Onofriichuk | Tara Dragas           | Darja Varfolomeev   |

#### Nastro
| Competizioni        | Oro                 | Argento             | Bronzo               |
| ------------------- | ------------------- | ------------------- | -------------------- |
| World Cup           |                     |                     |                      |
| Sofia               | Taisiia Onofriichuk | Liliana Lewinska    | Rin Keys             |
| Baku                | Darja Varfolomeev   | Taisiia Onofriichuk | Tara Dragas          |
| Tashkent            | Darja Varfolomeev   | Takhmina Ikromova   | Anastasia Simakova   |
| Milano              | Tara Dragas         | Taisiia Onofriichuk | Vera Tugolukova      |
| World Challenge Cup |                     |                     |                      |
| Portimão            | Alina Harnasko      | Lucía González      | Anastasiia Salos     |
| Cluj Napoca         | Taisiia Onofriichuk | Rink Keys           | Sumkin Meital Maayan |

#### 5 nastri
| Competizioni        | Oro      | Argento  | Bronzo      |
| ------------------- | -------- | -------- | ----------- |
| World Cup           |          |          |             |
| Sofia               | Bulgaria | Giappone | Polonia     |
| Baku                | Cina     | Israele  | Kazakistan  |
| Tashkent            | Cina     | Polonia  | Kazakistan  |
| Milano              | Italia   | Polonia  | Giappone    |
| World Challenge Cup |          |          |             |
| Portimão            | Brasile  | Spagna   | Stati Uniti |
| Cluj Napoca         | Spagna   | Polonia  | Bulgaria    |

#### 3 palle e 2 cerchi
| Competizioni        | Oro      | Argento     | Bronzo     |
| ------------------- | -------- | ----------- | ---------- |
| World Cup           |          |             |            |
| Sofia               | Spagna   | Uzbekistan  | Giappone   |
| Baku                | Giappone | Cina        | Bulgaria   |
| Tashkent            | Polonia  | Cina        | Uzbekistan |
| Milano              | Giappone | Cina        | Brasile    |
| World Challenge Cup |          |             |            |
| Portimão            | Brasile  | Stati Uniti | Spagna     |
| Cluj Napoca         | Spagna   | Polonia     | Italia     |